# Mizwad
El mizwad, mezoued o mizwid (àrab: مزود, mizwad, plural مزاود, mazāwid, literalment ‘sarró’) és un tipus de gaita utilitzat a Tunísia. L'instrument consisteix en una bossa de pell amb un doble grall, que acaben en dues banyes de vaca.